# Chaetagenia matogrossensis
Chaetagenia matogrossensis är en tvåvingeart som beskrevs av Guilherme A.M.Lopes och Márcia Souto Couri 1987. Chaetagenia matogrossensis ingår i släktet Chaetagenia och familjen husflugor. Inga underarter finns listade i Catalogue of Life.